# Giulio Germanico (incrociatore)
Il Giulio Germanico è stato un incrociatore leggero della Regia Marina, quarta unità appartenente alla classe Capitani Romani. Varato nel luglio 1941, si trovava ancora nel cantiere navale di Castellammare di Stabia alla proclamazione dell'armistizio: il comandante, capitano di corvetta Domenico Baffigo, coordinò la difesa degli stabilimenti dall'attacco tedesco ma fu infine ucciso. L'incrociatore fu fatto affondare quindi dai tedeschi il 28 settembre, quando dovettero ripiegare.
Il Giulio Germanico fu rimesso a galla dopo la fine della seconda guerra mondiale e, riconvertito in conduttore di flottiglia, operò nella rinata Marina Militare come San Marco (distintivo ottico D 563) sino al disarmo avvenuto nel 1970.

## Storia
Il Giulio Germanico fu impostato il 3 aprile 1939 negli stabilimenti della Navalmeccanica di Castellammare di Stabia; varato il 26 luglio 1941, stava ultimando il suo allestimento quando venne siglato l'armistizio. La nave era intitolata a Giulio Germanico, generale romano della dinastia giulio-claudia. La vicenda del Giulio Germanico, mai entrato in servizio nel corso della seconda guerra mondiale, è stata particolarmente cruenta.

### Le vicende armistiziali
La nave, all'armistizio dell'8 settembre 1943 era praticamente pronta a entrare in servizio a Castellammare di Stabia: l'allestimento era completato al 94% e l'equipaggio, costituito da 418 marinai, si trovava già a bordo così come il comandante, capitano di corvetta Domenico Baffigo, che era stato messo a capo dell'unità sin dall'aprile 1941 e aveva presenziato al varo e curato tutte le fasi dell'allestimento. Subito dopo la proclamazione della capitolazione italiana gli ormai ex-alleati tedeschi reagirono immediatamente e attivarono l'operazione Achse per occupare la penisola italiana e smantellare le forze armate regie.

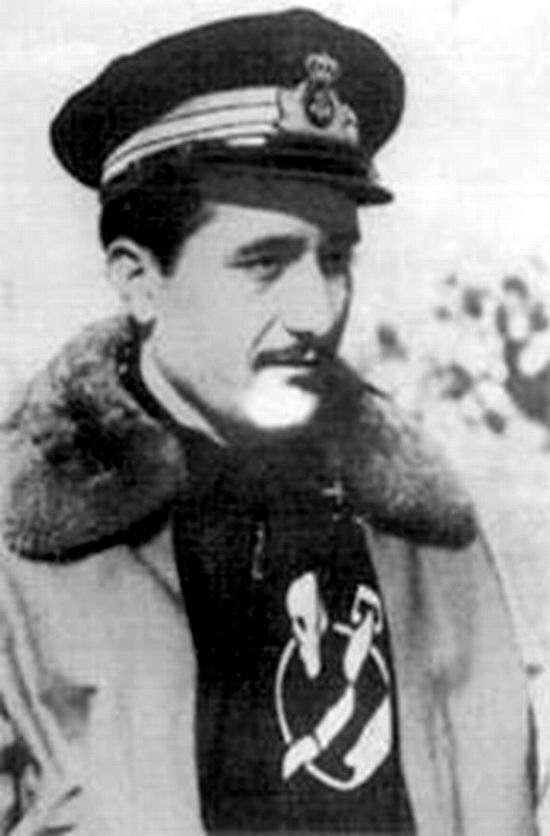
Domenico Baffigo

All'arrivo a Castellammare di Stabia le forze tedesche tentarono di occupare il porto e il cantiere navale, dove c'erano altre unità in avanzato stato di costruzione che costituivano per loro un prezioso bottino. Sugli scali c'erano infatti diverse unità militari in costruzione e lungo i moli altre in allestimento, tra cui nove corvette della classe Gabbiano, di cui sette già in avanzato stato di allestimento, ed altre unità minori. Il capitano Baffigo assunse la difesa del cantiere con marinai, personale tecnico e carabinieri accorsi; con questa improvvisata guarnigione, appoggiata anche dai calibri del Giulio Germanico e di altre navi, respinse tutti gli attacchi.
Dopo tre giorni di furiosi combattimenti, il comandante del Germanico fu invitato dai tedeschi ad una trattativa. Nel corso dei combattimenti Baffigo cercò inutilmente di mettersi in contatto con i suoi superiori per ottenere ordini più precisi, visto che era riuscito a fronteggiare i tedeschi e poteva, se adeguatamente supportato da altri militari, salvare il cantiere e le navi, fino all'arrivo degli americani che, nel frattempo, erano sbarcati a Salerno, a 30 chilometri da Castellammare di Stabia senza ricevere alcune risposta; nella errata speranza di un aiuto degli Alleati, nessuna unità fu inviata in alto mare e prive di notizie e rinforzi, i pochi marinai continuarono a combattere, arginando i tedeschi, che, vista l'impossibilità di riuscire nel loro disegno, alzando bandiera bianca, chiesero al comandante Baffigo di poter parlamentare per eventualmente raggiungere un accordo: avrebbero lasciato intatto il cantiere se fossero cessate le ostilità dei marinai,temendo forse che un combattimento ad oltranza avrebbe potuto innescare una rivolta popolare, così come sarebbe avvenuto a Napoli qualche giorno dopo.
Baffigo, recatosi all'appuntamento fuori dalle mura del cantiere per la trattativa venne invece catturato e fucilato dagli occupanti insieme ai tenenti Francesco Bottino ed Ugo Molino. Dove sia avvenuta la strage nessuno lo sa; qualcuno afferma che furono portati a Napoli l'11 settembre. Alcuni marinai furono fucilati sul posto e non se ne conoscono i nomi, gli altri ufficiali furono portati altrove. La figlia di Baffigo sostiene che forse il padre fu portato a Scafati e lì ucciso, ma il suo corpo non venne consegnato e non è stato mai trovato. Tra il 12 e il 16 settembre 1943 il cantiere navale di Castellammare di Stabia fu pesantemente distrutto dalle truppe tedesche. In città scoppiarono numerosi focolai di resistenza e in quei giorni i tedeschi trucidarono 31 persone tra militari e civili tra cui il colonnello Olivieri, il capitano Ripamonti, entrambi decorati con la medaglia d'argento al valor militare "alla memoria"; il carabiniere Alberto De Maio, medaglia d'argento al valor militare (vds Istituto del Nastro Azzurro segnatura nr.784.2) caduto nello scontro a fuoco con militari tedeschi occupanti il cantiere navale e il marinaio torpediniere Vincenzo De Simone, nato a Castellammare di Stabia il 1º settembre 1918, fucilato dai tedeschi, proprio nella sua città natia, dopo la distruzione del cantiere navale e delle navi in costruzioni e allestimento; successivamente i tedeschi iniziarono a deportare verso il nord più di 5000 giovani stabiesi.
Il capitano di corvetta Domenico Baffigo sarebbe stato successivamente decorato di medaglia d'oro al valor militare alla memoria.
Le navi, compreso il Germanico, caddero in mano ai tedeschi che, con l'arrivo degli Alleati americani nella vicina Salerno, il 28 settembre 1943 furono costretti ad abbandonare la città per ritirarsi al di là del fiume Garigliano, il 28 settembre 1943, autoaffondarono le navi all'interno del porto di Castellammare di Stabia, e tentarono di affondare anche il Giulio Germanico, che però decise di non collaborare, rimanendo per metà a galla. Tra il 26 e il 28 settembre, i tedeschi inseguiti ormai dagli angloamericani sbarcati a Salerno, oltre a danneggiare pesantemente i cantieri navali saccheggiarono, incendiarono e distruggevano la Cirio, l’Avis, i Cantieri metallurgici italiani, l'oleificio Gaslini e i diversi pastifici cittadini, mentre dietro di loro la gente affamata, in gran parte donne e ragazzi, ne approfittava per portare via tutto quanto era commestibile, dallo scatolame delle conserve alimentari della Cirio, ai sacchi di farina dei molini e dei pastifici.
L'incrociatore Giulio Germanico, recuperato dopo la guerra, ricostruito come cacciatorpediniere e ribattezzato San Marco (D 563) prestò servizio nella Marina Militare dal 1956 al 1971. Delle unità Classe Gabbiano solo le corvette Crisalide e Farfalla vennero ultimate dopo la guerra e le due unità prestarono servizio nella MMI fino al 1970.
Nel 1979 l'Associazione nazionale marinai d'Italia di Castellammare, unitamente al Consiglio di fabbrica del cantiere, dopo aver rintracciato Paola Baffigo, figlia di Domenico Baffigo, hanno sistemato una lapide ricordo sul muro perimetrale della Caserma della Marina. Successivamente, sempre ad opera dell'allora presidente del Gruppo Vincenzo Della Monica, è stato eretto nei giardini pubblici, il monumento Stabia al Marinaio e intitolato, con una lapide, il prospiciente viale a Domenico Baffigo..
Il 25 aprile 2005 alla città di Castellammare di Stabia è stata conferita da parte del presidente della Repubblica Carlo Azeglio Ciampi la medaglia d'oro al merito civile. La motivazione, incisa su di una lapide posta davanti al cantiere navale.
La lapide posta davanti al cantiere navale recita:
Decorati
Domenico Baffigo, capitano di corvetta nato a Genova il 12 agosto 1912 (medaglia d'oro al valor militare "alla memoria")
Francesco Bottino, tenente del Genio Navale, nato a Cosenza il 25 aprile 1916 (medaglia d'argento al valor militare "alla memoria")
Ugo Molino, tenente del Genio Navale, nato a Napoli il 26 giugno 1920 (medaglia d'argento al valor militare "alla memoria")
Michelangelo Flaman, Capitano di corvetta, nato a La Spezia il 1º novembre 1912 (medaglia d'argento al valor militare)
Ettore Percival Mazza, Sottotenente di vascello, nato a Torino il 2 dicembre 1917 (medaglia d'argento al valor militare)
Giuseppe Falla, Sottotenente di vascello, nato a Pachino (Siracusa) il 7 novembre 1919 (Medaglia di Bronzo al Valor Militare)
Ciro Borriello, capo meccanico di 2ª classe, nato a Torre del Greco (Napoli) il 21 novembre 1908 (medaglia di bronzo al valor militare)
Mario Vittozzi, capo meccanico di 2ª classe, nato a Torre del Greco (Napoli) il 23 marzo 1918 (medaglia di bronzo al valor militare)

### La ricostruzione
Il Giulio Germanico fu ufficialmente radiato dai quadri del naviglio militare il 27 febbraio 1947 e contraddistinto dalla sigla FV. Dopo essere stato recuperato dai cantieri di Castellammare di Stabia nel 1948 si constatò che lo scafo era ancora in condizioni buone e, siccome l'Italia iniziò al principio degli anni cinquanta a ricostruire un apparato navale militare (la Marina Militare italiana), con Decreto del presidente della Repubblica del 1º marzo 1951 l'incrociatore fu nuovamente inscritto nei ruoli ufficiali: fu ribattezzato San Marco e avviato nel 1953 a lavori di ricostruzione per convertirlo in cacciatorpediniere conduttore presso gli stabilimenti della Navalmeccanica di Castellammare di Stabia.

Il San Marco alla fonda

I lavori di ricostruzione furono gli stessi che riguardarono il gemello Pompeo Magno, ribattezzato San Giorgio, i cui lavori di trasformazione/ricostruzione vennero effettuati presso i Cantieri del Tirreno di Genova.
L'armamento venne totalmente riconfigurato e al termine dei lavori di ricostruzione la nave entrò in servizio nella Marina Militare italiana all'inizio di gennaio 1956 con il distintivo ottico D 563 e inquadrata nella II Divisione navale di base a Taranto.
Il 10 aprile 1957 le due navi vennero riclassificate cacciatorpediniere conduttori (informalmente detti "supercacciatorpediniere") e nello stesso anno effettuarono una crociera di addestramento negli Stati Uniti d'America, partendo da Napoli 19 maggio e facendo rientro a La Spezia il 10 luglio.
Negli anni successivi la nave ha partecipato attivamente alle esercitazioni e alle manovre delle forze navali italiane e della NATO. Tra il 1962 e il 1963 la nave è stata sottoposta a lavori di ammodernamento presso l'Arsenale di La Spezia, al termine dei quali e rientrata in servizio ricoprendo il ruolo di nave bandiera della II Divisione navale. Dopo essere stato posto in disarmo il 31 maggio 1970, il San Marco è stato radiato nel 1971 e successivamente venduto per demolizione.